# 山田康弘 (考古学者)
山田 康弘（やまだ やすひろ、1967年 - ）は、日本の考古学者。東京都立大学教授。専門は縄文時代・弥生時代を中心とした墓制論・社会論・精神文化論。近年では、考古学と人類学および理化学的分析を融合した総合研究領域である統合生物考古学（Integrative bioarchaeology）の確立と普及に力を入れている(https://i-bioarchaeology.org/)。

## 人物・来歴
東京都生まれ。1986年東京都立小石川高校卒、1990年筑波大学卒、1994年同大学院博士課程歴史人類学研究科中退、同年熊本大学文学部助手、1996年土井ヶ浜遺跡・人類学ミュージアム学芸員、1999年島根大学法文学部助教授、2007年准教授、2010年教授、2011年国立歴史民俗博物館准教授、2015年教授、2020年より東京都立大学人文社会学部教授。2007年「人骨出土例に基づく縄文時代墓制と社会の研究」で総合研究大学院大学博士（文学）。2019年『縄文時代の歴史』で第７回古代歴史文化賞優秀賞受賞。2022年より日本考古学協会埋蔵文化財保護対策委員長。文部科学省科学研究費補助金学術変革研究領域（Ａ）「日本列島域における先史人類史の統合生物考古学的研究ー令和の考古学改新ー」（2023〜2027年度）領域代表者。

## 著書
- 『人骨出土例にみる縄文の墓制と社会』同成社、2008年
- 『生と死の考古学−縄文時代の死生観−』東洋書店、2008年
- 『縄文人がぼくの家にやってきたら!?』「もしも?」の図鑑、実業之日本社、2014年
- 『老人と子供の考古学』吉川弘文館・歴史文化ライブラリー、2014年
- 『つくられた縄文時代 日本文化の原像をさぐる』新潮選書、2015年
- 『縄文人の死生観』角川ソフィア文庫、2019年
- 『縄文時代の歴史』講談社現代新書、2019年
- 『縄文時代の不思議と謎』、実業之日本社、2019年
- 『地図でスッと頭に入る縄文時代』昭文社、2021年
- 『日本の歴史　生活図鑑』東京書籍、2021年
- 『縄文人も恋をする!?　54のQ&Aで読みとく縄文時代』ビジネス社、2022年

## 共編著
- 『Ｑ＆Ａで読む縄文時代入門』設楽博己 共編　吉川弘文館、2024年、ISBN　9784642084499
- 土偶を読むを読む (2023年)

## 出演

### テレビ番組
バラエティ
- キョコロヒー（2024年10月7日、テレビ朝日系列）